# 羟基丙酮酸还原酶
羟基丙酮酸还原酶（英語：hydroxypyruvate reductase，EC 1.1.1.81 （页面存档备份，存于））是一种以NAD+或NADP+为受体、作用于供体CH-OH基团上的氧化还原酶。这种酶能催化以下酶促反应：
D-甘油酸 + NAD(P)+ {\displaystyle \rightleftharpoons } 羟基丙酮酸 + NAD(P)H + H+
羟基丙酮酸还原酶主要参与甘氨酸、丝氨酸和苏氨酸的代谢过程以及乙醛酸和二羧酸的代谢过程。